# Морські пси

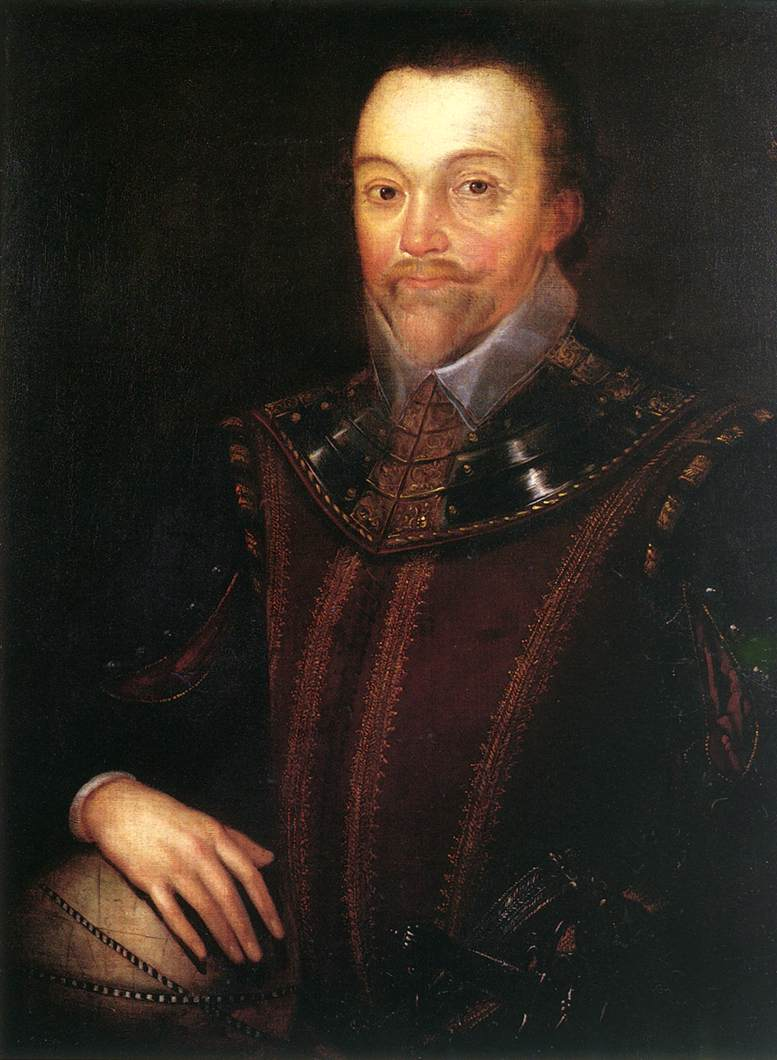
Сер Френсіс Дрейк

Морські пси (англ. Sea Dogs) — неформальна назва англійських каперів часів королеви Єлизавети I, які здійснювати збройні напади на ворогів Англійського королівства, незалежно від того, чи перебувала Англія з ними в стані офіційно оголошеної війни чи ні. Були активні з 1560 року і до смерті Єлизавети в 1603 році, особливо під час англо-іспанської війни 1585—1604 років. Головною ціллю нападів морських псів переважно була Іспанія, її судноплавство та її прибережні поселення як в Європі так і в Новому Світі. Багато з «морських псів», зокрема сер Джон Гокінс та сер Френсіс Дрейк брали участь у незаконній работоргівлі африканськими невільниками з іспанськими колоніями в Америці.

## Каперські патенти
Каперські патенти, що видавались Англійською Короною, надавали їх власникам законне право нападати як на ворожі кораблі на морі, так і на ворожі форпости на суші. Видача каперських патентів була започаткована короною, щоб компенсувати чисельну перевагу іспанського флоту над значно меншим флотом Тюдорів. Після смерті Єлизавети в 1603 році, її наступник король Яків II поспішив припинити англо-іспанську війну і уклав в 1604 році Лондонський мирний договір, згідно якого Англія зобов'язалась припинити напади на іспанське судноплавство та іспанські колонії і зупинити видачу каперських свідоцтв, що уповноважували їх власників на такі дії. Після укладення миру з Іспанією, багато Морських псів продовжили свою діяльність, ставши піратами, зокрема на африканському Берберському узбережжі, що дало початок протестантсько-берберському піратству і викликало велике збентеження Англійської корони.

## Відомі представники

### Джон Гокінс (1532—1595)

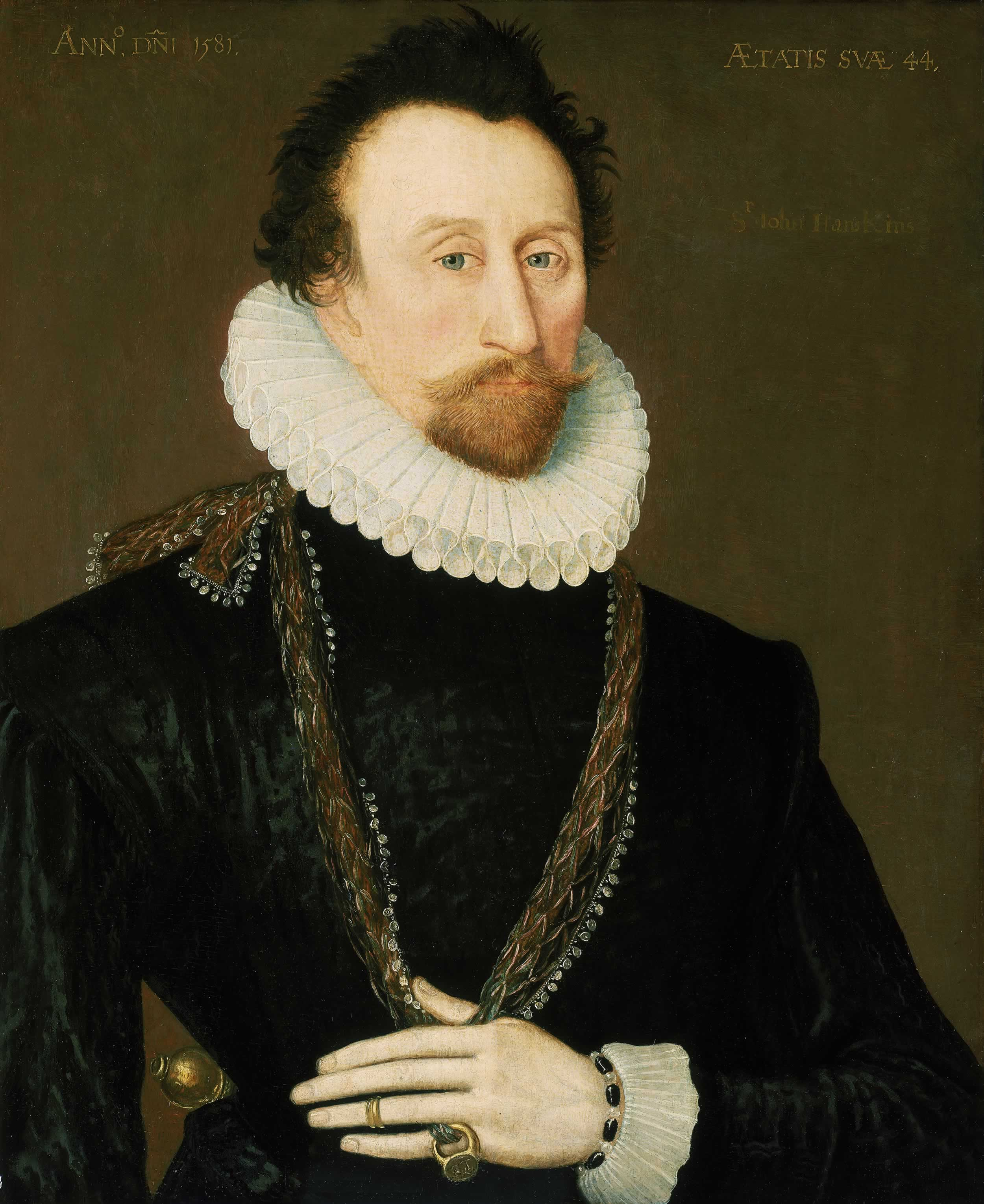
Сер Джон Гокінс

Сер Джон Гокінс народився в заможній родині, де його батько був капітаном. Спочатку Гокінс плавав зі своїм батьком у торгових поїздках, але в 1562 році він звернувся до работоргівлі, використовуючи свій флот із трьох кораблів на чолі з «Jesus of Lübeck», щоб викрасти 400 африканців із сучасної Гвінеї та продати їх у іспанській Вест-Індії. Він займався работоргівлею близько п'яти років, здійснивши три подорожі до Сьєрра-Леоне та Гвінеї та продавши 1200—1400 поневолених африканців іспанським колоністам в Америці. Згодом він обійняв посаду скарбника військово-морського флоту та просував кілька реформ. перед смертю 12 листопада 1595 р.

### Мартін Фро́бішер (1535 або 1539—1595)
Сер Мартін Фро́бішер був англійським мореплавецем і піратом, що здійснив три експедиції до берегів Північної Америки, дослідник північно-західної частини Атлантичного океану. У 1576—1578 роках, під час пошуків північно-західного шляху в Китай і Індію, відкрив південне і південно-східне узбережжя Баффінової Землі (півострів Мета-Інкогніта), проник у протоки, що відокремлюють її від материка й Гренландії (майбутні Гудзонова та Дейвісова протоки), відкрив «протоку» (яка виявилася затокою), названа пізніше його ім'ям, а також острів Бусс (згодом виявився фантомним островом). Після прибуття в Англію в «золотій» руді дорогоцінного металу виявлено не було. До і після арктичних плавань командував піратськими кораблями. У 1588 взяв діяльну участь у боротьбі з «Іспанською Армадою», за що був посвячений у лицарі.

### Френсіс Дрейк (1540—1596)
Сер Френсіс Дрейк був одним із найуспішніших морських псів усіх часів. Будучи капітаном галеону «Золота лань», він служив у флоті Тюдорів з 1563 по 1596 рік і дослужився до звання віце-адмірала. Дрейка з юних років готував до кар'єри на морі його двоюрідний брат, товариш по морю, сер Джон Гокінс. Дрейк також завершив навколосвітню подорож, яка почалася в 1577 році і завершилася в 1580 році. Операції Дрейка мали величезний діапазон, він здійснював напади на іспанців від Піренейського півострова до сучасного Сан-Франциско на узбережжі Тихого океану. На додаток до командування кораблями, Дрейк нападав на іспанські порти у Карибському морі з вимогою виплати викупу і якщо не отримував плату, починав обстрілювати і спалювати міста, доки не добивався свого. У 1581 році Дрейк був удостоєний лицарського звання. Пізніше він помер від дизентерії після невдалої спроби взяти Сан-Хуан на Пуерто-Рико.

### Волтер Релі (1552—1618)

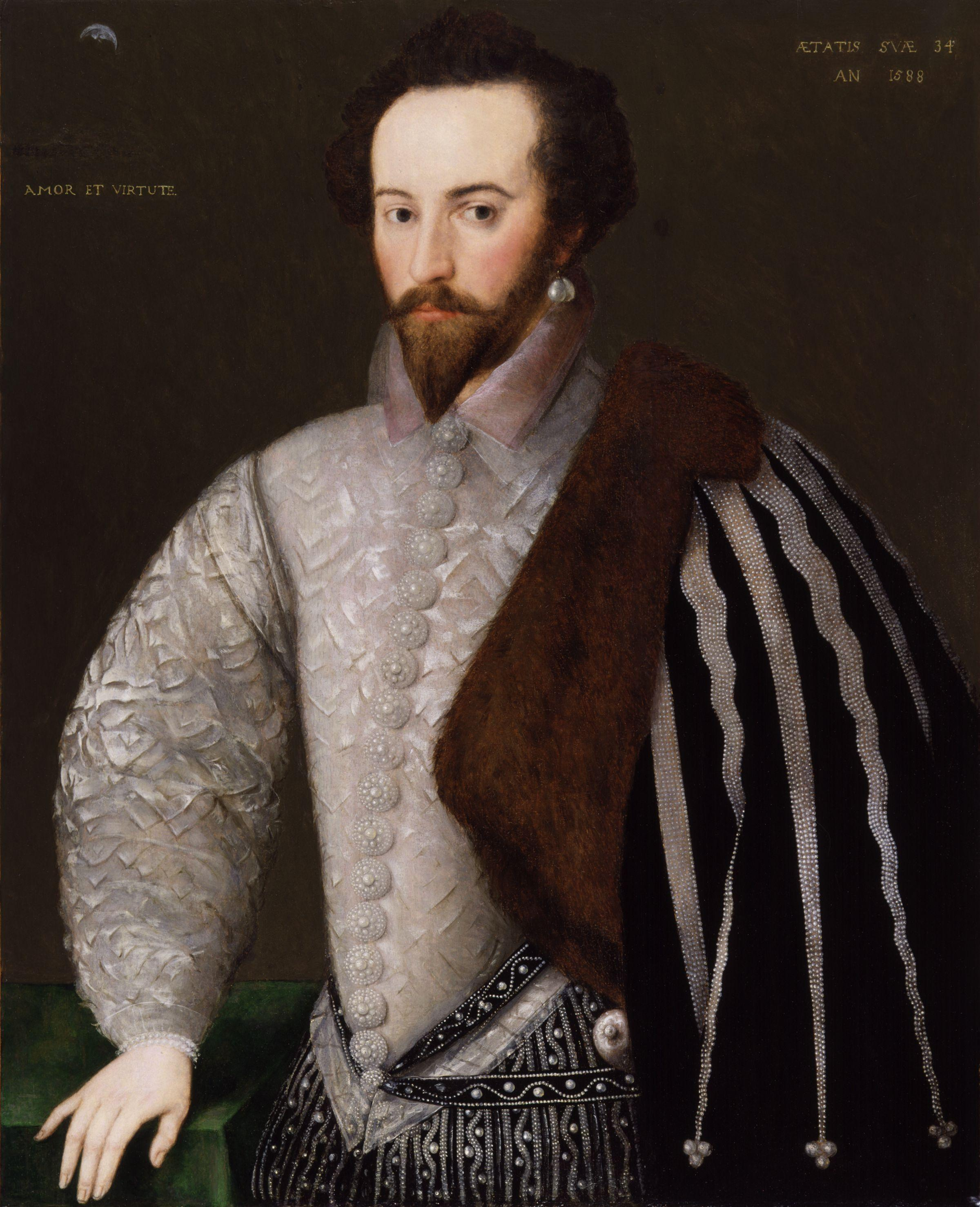
Сер Волтер Релі

Сер Волтер Релі був ще одним важливим представником англійський Морських псів. Фаворит королеви, він отримав титул, який дозволяв йому претендувати на будь-яку землю, яку він відкрив під назвою Англії. У 1584 році, під час експедиції до Нового Світу, він заснував першу англійську колонію Роанок, яка згодом загинула і стала відома як "Втрачена колонія". Релі захопився ідеєю «золотого міста», захованого десь у Південній Америці, і вирушив в експедицію, щоб знайти його. Під час своєї другої експедиції, щоб знайти «Ельдорадо», він опинився в скрутному становищі після того, як люди під керівництвом його підлеглого Лоуренса Кейміса розграбували іспанський форпост, незважаючи на мир між Англією та Іспанією. Після цього випадку Релі повернувся до Англії. Іспанці були незадоволені, оскільки їм було відомо про те, що люди Релі зробили всупереч діючим мирним договорам. В 1618 році, в якості компромісу з іспанцями Релі було страчено під час правління короля Якова I Стюарта (1566—1625).

### Томас Кавендіш (1560—1592)
Сер Томас Кавендіш отримав прізвисько «Навігатор», оскільки був першим, хто свідомо намагався наслідувати сера Френсіса Дрейка — оминувши Південну Америку з Атлантики, здійснив набіг на іспанські міста та кораблі в Тихому океані та повернувся назад навколо мису Доброї Надії, тим самим ставши пятим мореплавцем, що здійснив навколосвітню подорож. Захоплені Кавендішем під час навколосвітнього плавання іспанське золото, шовк і скарби з Тихого океану та Філіппін зробили його заможним. Його найбагатшим призом став 600-тонний іспанський манільський галеон «Santa Ana». Після повернення, королева Англії Єлизавета I посвятила Кавендіша в лицарі. Пізніше він вирушив у другий рейд, але йому не пощастило і він помер в Атлантичному океані у віці 31 рік.

### Річард Гокінс (1562—1622)

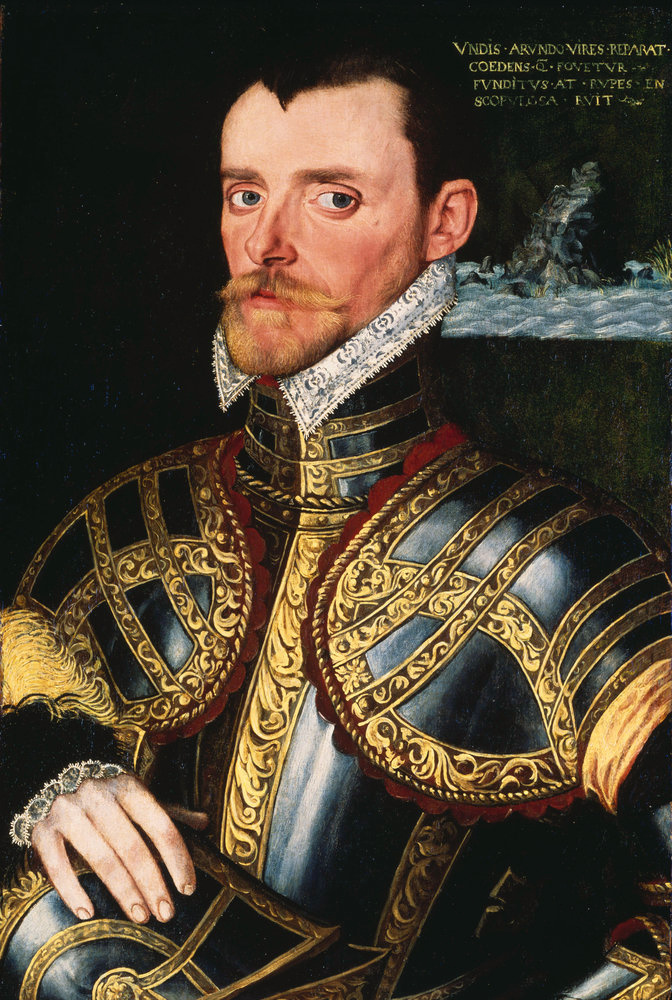
Сер Річарда Гокінса

Сер Річард Гокінс з дитинства був знайомий з кораблями та морем, і вже в 1582 році він супроводжував свого дядька, Вільяма Гокінса, до Вест-Індії. У 1585 році він був капітаном галіота, що брав участь у нападі Френсіса Дрейка на Іспанський Мейн, у 1588 році він командував королівським кораблем в битві з іспанською Непереможною армадою, а в 1590 році під началом свого батька брав участь у нападі Англійської армади на узбережжя Іберійського півострова.
У 1593 році він придбав галеон «Dainty» (побудований для далеких дослідницьких подорожей), судно, яке спочатку було побудоване для його батька і використовувалося ним у його експедиціях, і відплив до Вест-Індії, Іспанського Мейна та Південних морів. Здається очевидним, що мета подорожі полягала у нападі на заморські володіння іспанської корони. Однак сам Гокінс у описі своєї подорожі, написаному тридцятьма роками пізніше, стверджував і на той час, можливо, справді переконав себе, що його експедиція була здійснена виключно з метою географічних відкриттів. Він відкрив Фолклендські острови і закінчив свій шлях на тихоокеанському узбережжі Південної Америки (в сучасному Еквадорі), коли на його корабель був захоплений двома іспанськими галеонами.

## Морські пси та іспанська армада

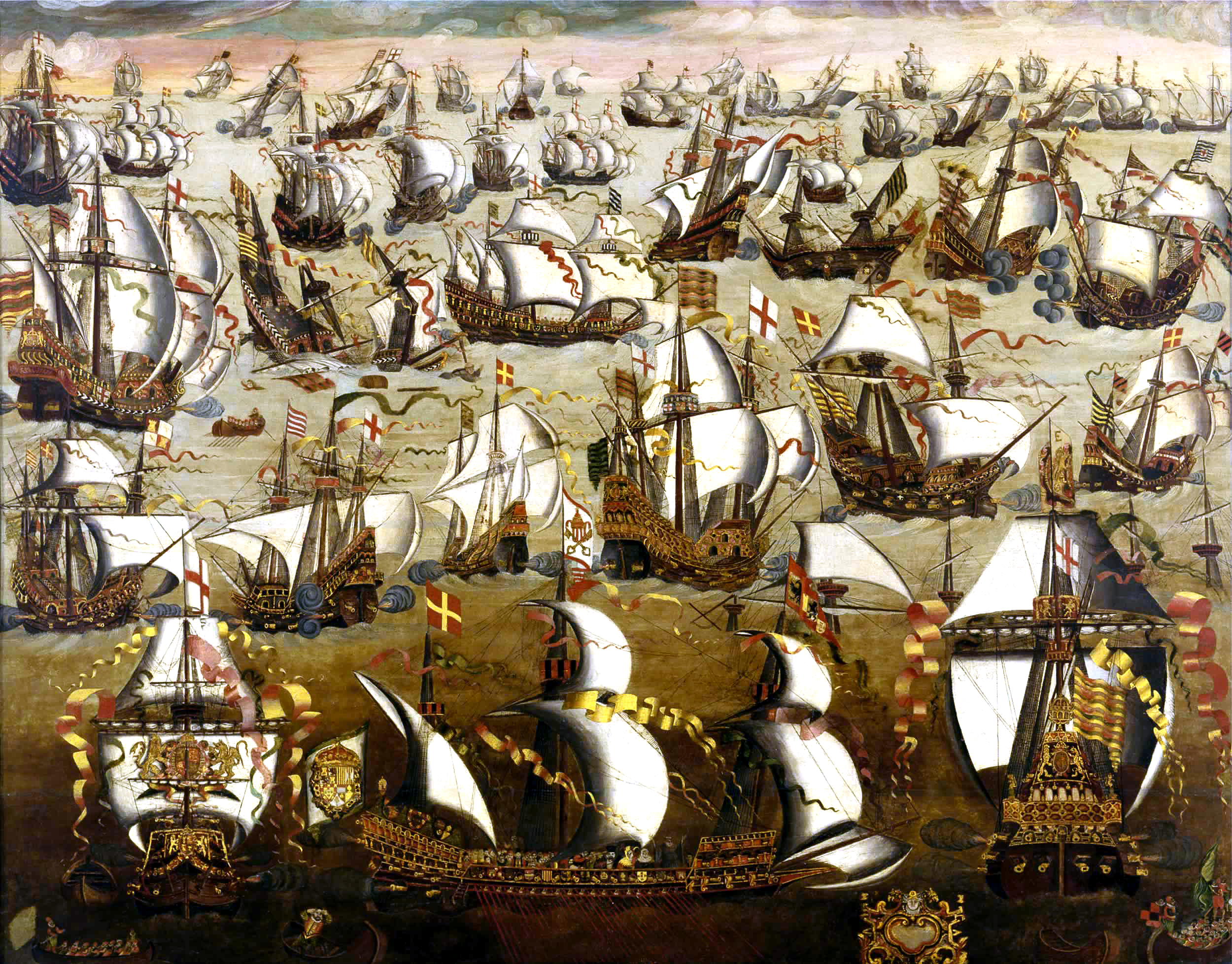
Іспанська Непереможна Армада

Після багатьох років нападів та грабунків зі сторони англійських морських псів, король Іспанії Філіп II вирішив, що з нього досить. Філіп II зібрав флот з 130 кораблів, що отримав назву Непереможна Армада з метою увійти в Ла-Манш і назавжди покласти край англійським морським набігам. 28 травня 1588 року Армада під командуванням герцога Медіни Сідонії відпливла до Іспанських Нідерландів, де мала підібрати додаткові іспанські війська для вторгнення в Англію. Коли армада йшла через Ла-Манш, англійський флот на чолі з Чарльзом Говардом і Френсісом Дрейком вів битву на виснаження з іспанцями від Плімута до Портленда, а потім до Солента, не дозволяючи їм висадитись в будь-якій англійській гавані. Іспанці були змушені відступити до Кале. Поки іспанці стояли на якорі в оборонному строю у формі півмісяця, англійці використовували підпалені брандери, щоб розбити стрій і розсіяти іспанські кораблі. Іспанські кораблі були більшими та сильніше озброєними, але англійські були швидшими та маневренішими. У наступній битві при Гравеліні англійський флот завдав поразки Армаді і змусив її плисти додому по довгому в обхід Британських островів через північ у більш небезпечних штормових водах. Біля узбережжя Шотландії Непереможна Армада зазнала серйозних пошкоджень і втрат через шторм. Коли вони наближалися до західного узбережжя Ірландії, сильніші штормові умови змусили кораблі зійти на берег, а інші зазнали краху. Хвороба завдала серйозних збитків, коли флот нарешті повернувся в порт. Зрештою вони відступили, втративши більше половини зі своїх кораблів.
Плани вторгнення Філіпа зазнали невдачі частково через несприятливу погоду та його власну погану керованість, а частково через дії англійського флоту та його голландських союзників. Поразка Армади дала цінний досвід мореплавства англійським морякам. Незважаючи на те, що англійці змогли продовжувати каперство проти іспанців і продовжувати надсилати війська на допомогу ворогам Філіппа II у Нідерландах і Франції, ці зусилля не принесли відчутних результатів. Одним із найважливіших наслідків цієї події було те, що провал Армади сприймався як знак того, що Бог підтримує протестантську Реформацію в Англії. На одній із медалей, викарбуваних на честь перемоги англійців, був латино-єврейський напис Flavit יהוה et Dissipati Sunt (буквально: «Яхве подув, і вони розсіялися»; традиційно перекладається більш вільно як: «Він подув Своїми вітрами, і вони були розсіяні.»)

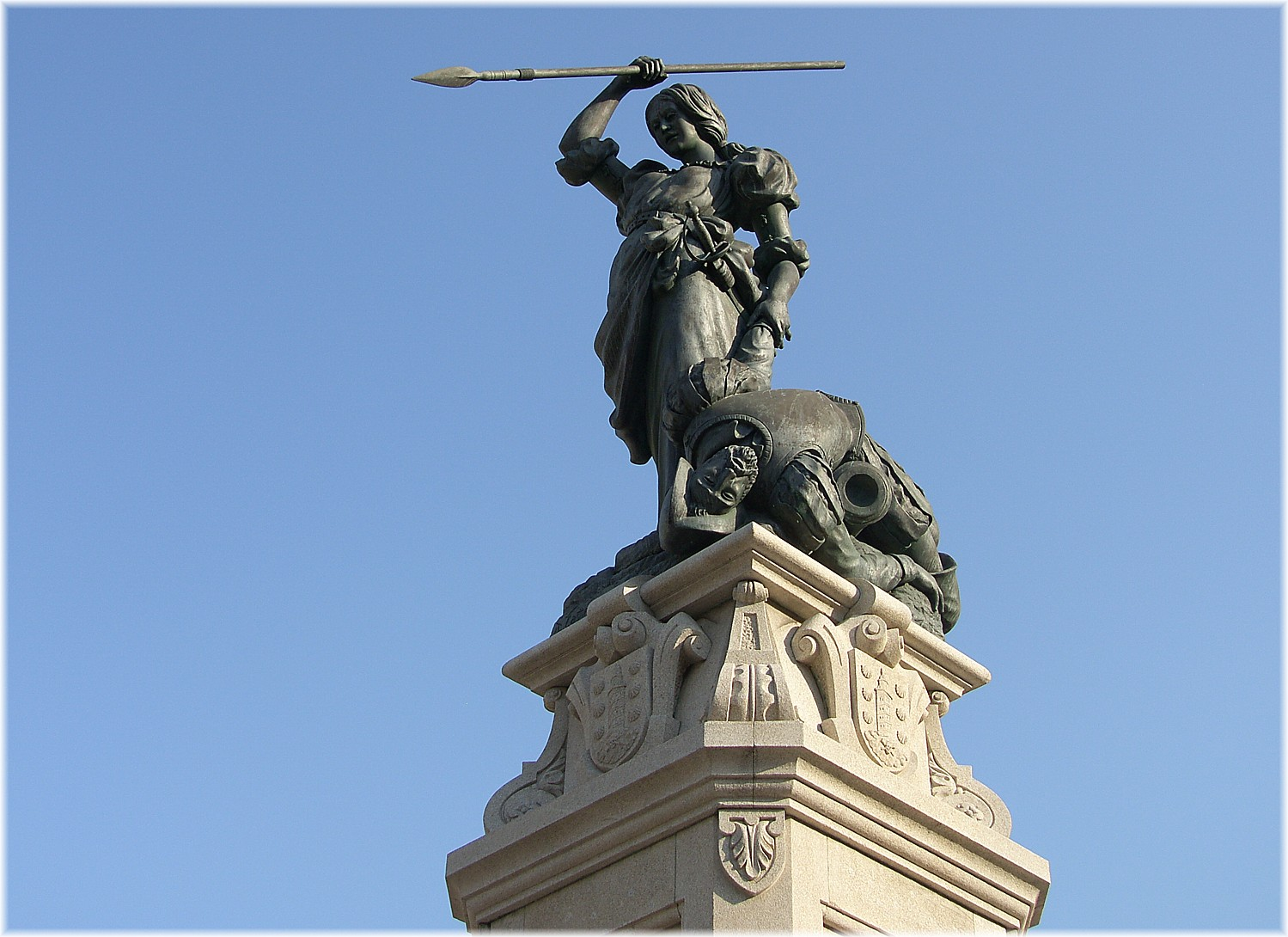
Пам'ятник Марії Піта, героїні оборони Ла-Коруньї від нападу англійської армади Дрейка

В 1589 році була підготовлена Англійська контр-армада під командуванням сера Френсіса Дрейка та сера Джона Норріса, метою якої було знищення залишків іспанського флоту, який після поразки минулого року  ремонтувався та переобладнувався в портах Сантандер, Ла-Корунья та Сан-Себастьян на півночі Іспанії. Також планувалося захопити іспанський Срібний флот зі скарбами з Нового Світу і вигнати іспанців з Португалії (якою з 1580 року керував Філіп) на користь пріора Крато. Англійський флот відійшов з Плімуту 13 квітня, але через погану погоду його було відкладено майже на два тижні. У результаті Дрейку довелося проминути Сантандер, де переобладнувалася більшість іспанського флоту.
4 травня англійські війська врешті-решт прибули до Ла-Коруньї, де було захоплено й розграбовано нижнє місто, а також захоплено кілька торгових суден. Тоді Норріс здобули скромну перемогу над іспанськими силами ополчення під Пуенте-дель-Бурго. Однак, коли англійці продовжили атаку на цитадель, вони були відбиті. Крім того, кілька англійських кораблів були захоплені іспанськими військово-морськими силами. Не зумівши захопити Корунью, англійці попрямували до Лісабона, але через погану організацію та відсутність координації (у них було дуже мало облогових гармат) війська вторгнення також не змогли здобути Лісабон. Очікуване повстання португальців, лояльних до Крато, так і не відбулося. З прибуттям португальських та іспанських підкріплень англійці відступили та попрямували на північ, де Дрейк розграбував і спалив Віго. Хвороба вразила експедицію, і, нарешті, частина флоту на чолі з Дрейком попрямувала до Азорських островів, які потім були розсіяні під час шторму. Тоді Дрейк забрав найкращу частину флоту та пограбував Порто-Санту на Мадейрі, перш ніж вони кульгали назад до Плімута.
Англійська Армада була, мабуть, погано спланована і закінчилася загалом провалом. Зрештою Єлизавета зазнала серйозної втрати для своєї скарбниці.